# Draßmarkt
Draßmarkt è un comune austriaco di 1 406 abitanti nel distretto di Oberpullendorf, in Burgenland; ha lo status di comune mercato (Marktgemeinde). Nel 1971 ha inglobato i comuni soppressi di Karl e Oberrabnitz.